# العلاقات الأوزبكستانية النيبالية
العلاقات الأوزبكستانية النيبالية هي العلاقات الثنائية التي تجمع بين أوزبكستان ونيبال.

## مقارنة بين البلدين
هذه مقارنة عامة ومرجعية للدولتين:
| وجه المقارنة                                              | أوزبكستان       | نيبال                             |
| --------------------------------------------------------- | --------------- | --------------------------------- |
| المساحة (كم2)                                             | 448.98 ألف      | 147.18 ألف                        |
| عدد السكان (نسمة)                                         | 32.39 مليون     | 29.40 مليون                       |
| الكثافة السكانية (ن./كم²)                                 | 72.14           | 199.76                            |
| العاصمة                                                   | طشقند           | كاتماندو                          |
| اللغة الرسمية                                             | اللغة الأوزبكية | اللغة النيبالية                   |
| العملة                                                    | سوم أوزبكستاني  | روبية نيبالية                     |
| الناتج المحلي الإجمالي (بليون دولار)                      | 48.72 مليار     | 24.47 مليار                       |
| الناتج المحلي الإجمالي (تعادل القوة الشرائية) بليون دولار | 190.50 مليار    | 70.20 مليار                       |
| الناتج المحلي الإجمالي الاسمي للفرد دولار أمريكي          | 2.13 ألف        | 743                               |
| الناتج المحلي الإجمالي للفرد دولار أمريكي                 | 5.57 ألف        | 2.37 ألف                          |
| مؤشر التنمية البشرية                                      | 0.675           | 0.548                             |
| رمز المكالمات الدولي                                      | +998            | +977                              |
| رمز الإنترنت                                              | .uz             | .np                               |
| المنطقة الزمنية                                           | ت ع م+05:00     | UTC+05:45، التوقيت الموحد لنيبال ‏ |

## منظمات دولية مشتركة
يشترك البلدان في عضوية مجموعة من المنظمات الدولية، منها:
| علم المنظمة | اسم المنظمة                               | تاريخ انضمام أوزبكستان | تاريخ انضمام نيبال |
| ----------- | ----------------------------------------- | ---------------------- | ------------------ |
|             | مؤسسة التنمية الدولية                     | 24 سبتمبر 1992         | 6 مارس 1963        |
|             | مؤسسة التمويل الدولية                     | 30 سبتمبر 1993         | 7 يناير 1966       |
|             | منظمة حظر الأسلحة الكيميائية              | ?                      | ?                  |
|             | الأمم المتحدة                             | 2 مارس 1992            | 14 ديسمبر 1955     |
|             | منظمة الشرطة الجنائية الدولية             | ?                      | ?                  |
|             | البنك الدولي للإنشاء والتعمير             | 21 سبتمبر 1992         | 6 سبتمبر 1961      |
|             | الاتحاد البريدي العالمي                   | ?                      | ?                  |
|             | المركز الدولي لتسوية المنازعات الاستشارية | 25 أغسطس 1995          | 6 فبراير 1969      |
|             | وكالة ضمان الاستثمار متعدد الأطراف        | 4 نوفمبر 1993          | 9 فبراير 1994      |
|             | بنك التنمية الآسيوي                       | 1995                   | 1966               |
|             | يونسكو                                    | 26 أكتوبر 1993         | 1 مايو 1953        |
|             | الفريق المعني برصد الأرض                  | ?                      | ?                  |

## وصلات خارجية
- موقع وزارة الخارجية الأوزبكستانية
- موقع وزارة الخارجية النيبالية